# PyLadies
PyLadies est un groupe de mentorat international qui vise à aider davantage de femmes à participer activement à la communauté open source Python,. Il fait partie de la Python Software Foundation, et a été lancé à Los Angeles en 2011. Son objectif est de créer une communauté Python diversifiée par le biais de la sensibilisation, de la formation, de conférences et de rencontres. PyLadies fournit également des fonds pour que les femmes puissent participer à des conférences sur l’open source. Son objectif plus général est d’augmenter la participation des femmes à l'informatique.
PyLadies devient une organisation à plusieurs chapitres avec la fondation du chapitre de Washington en août 2011. En décembre 2020, le groupe compte 120 chapitres à travers le monde.

## Histoire
L'organisation est créée à Los Angeles en avril 2011 par sept femmes : Audrey Roy Greenfeld, Christine Cheung, Esther Nam, Jessica Stanton, Katharine Jarmul, Sandy Strong et Sophia Viklund,. Vers 2012, l'organisation demande le statut d'organisme à but non lucratif.
PyLadies compte 120 chapitres en décembre 2020.

## Évènements
PyLadies organise des événements de sensibilisation, hackathons, soirées et ateliers pour les utilisatrices aussi bien débutantes qu’expérimentées,,.

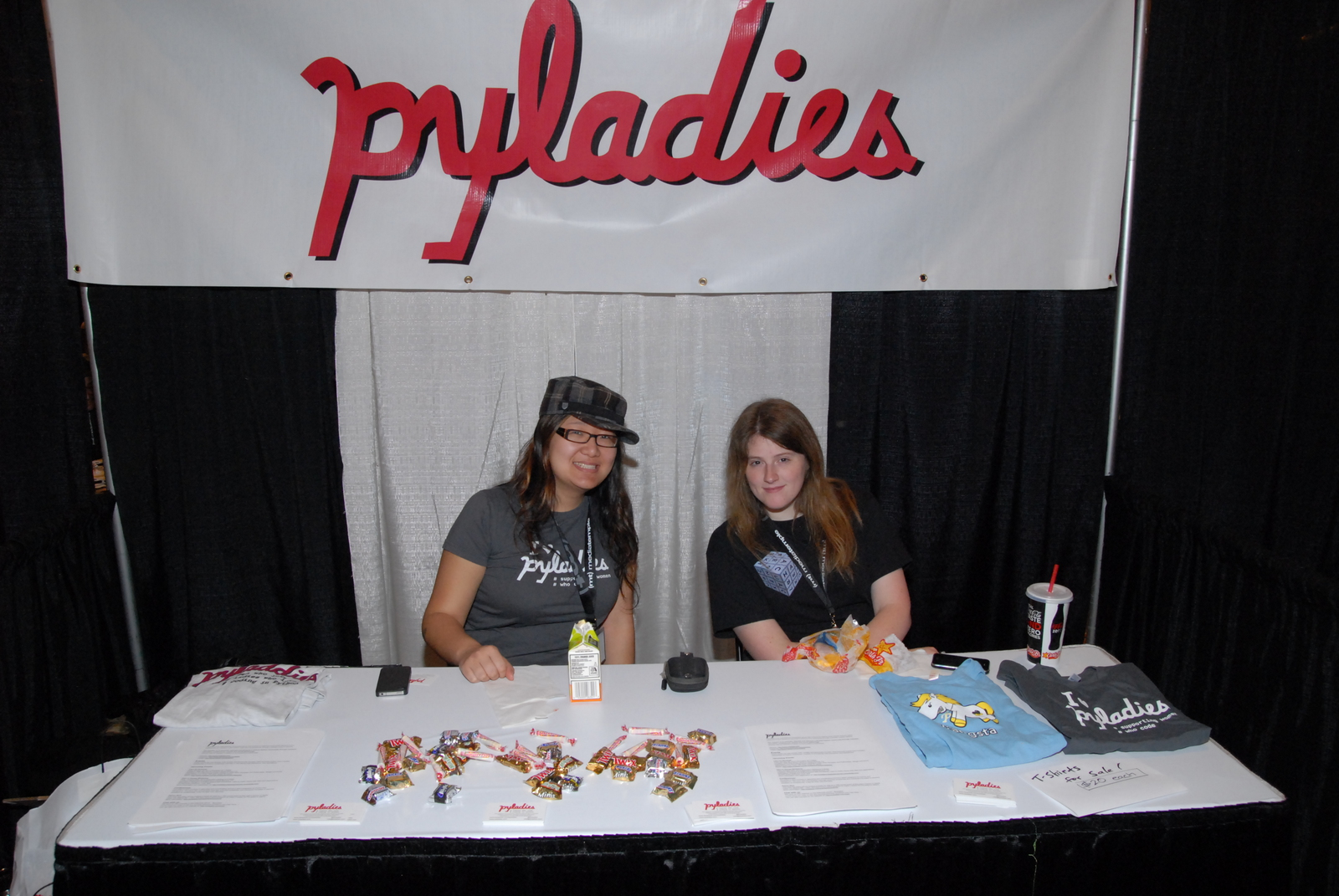
Participantes à un événement PyLadies.

Chaque chapitre est libre de se gérer comme il l’entend tant qu'il se concentre sur l’objectif d’autonomisation des femmes et d'autres genres marginalisés dans le domaine de la technologie. Les femmes constituent la majorité du groupe, mais l’adhésion ne leur est pas limitée et PyLadies accueille également les personnes ayant d’autres identités de genre,.